# Chiesa di San Giovanni Battista (o della Beata)
La chiesa di San Giovanni Battista (o della Beata ) si trova nel comune di Signa, in provincia di Firenze, arcidiocesi della medesima città.

## Storia e descrizione
Edificata fra il VII secolo e il IX secolo, conserva il corpo della beata Giovanna, patrona di Signa, nella cappella a destra dell'altar maggiore, corredata di due tele ottocentesche di Giovanni Gagliardi: Un miracolo e Il transito della Beata.
Negli affreschi (XV secolo) delle pareti absidali, eseguiti da artisti della cerchia di Bicci di Lorenzo (in particolare il Maestro del 1441, e il Maestro di Signa, entrambi eponimi con questa opera), episodi della vita di Giovanna e una serie di miracoli da lei operati. La cappella eretta nel 1348 venne inglobata all'inizio del Cinquecento nella chiesa, nella quale fra Ottocento e Novecento venne innalzata la navata centrale e costruita l'attuale navata sinistra.
Fra le opere, il fonte battesimale marmoreo del 1480, della scuola dei da Maiano, e lo stemma del Capitolo Fiorentino, di Andrea della Robbia (1498-1503).

## Piviere di Signa
- pieve di S. Lorenzo;
- chiesa di Santa Maria al Castello di Signa;
- chiesa di Santa Maria a Lamole, o a Brucianesi;
- chiesa di San Martino a Gangalandi, divenuta pieve autonoma nel 1278;
- chiesa di San Mariano a Celatico;
- chiesa dei Santi Michele e Lucia a Monteorlando;
- chiesa di San Mauro a S. Mauro a Signa;
- chiesa di San Miniato a Signa;
- chiesa di San Mommè (oggi di S. Rocco);
- chiesa di San Pietro a Lecore;
- chiesa di Sant'Angelo a Lecore;
- chiesa di San Biagio a Lecore;
- chiesa di Santo Stefano a Calcinaja;
- chiesa dei Santi Vito e Modesto in Fior di Selva (Malmantile);
- chiesa di San Michele Arcangelo a Luciano.

## Galleria d'immagini

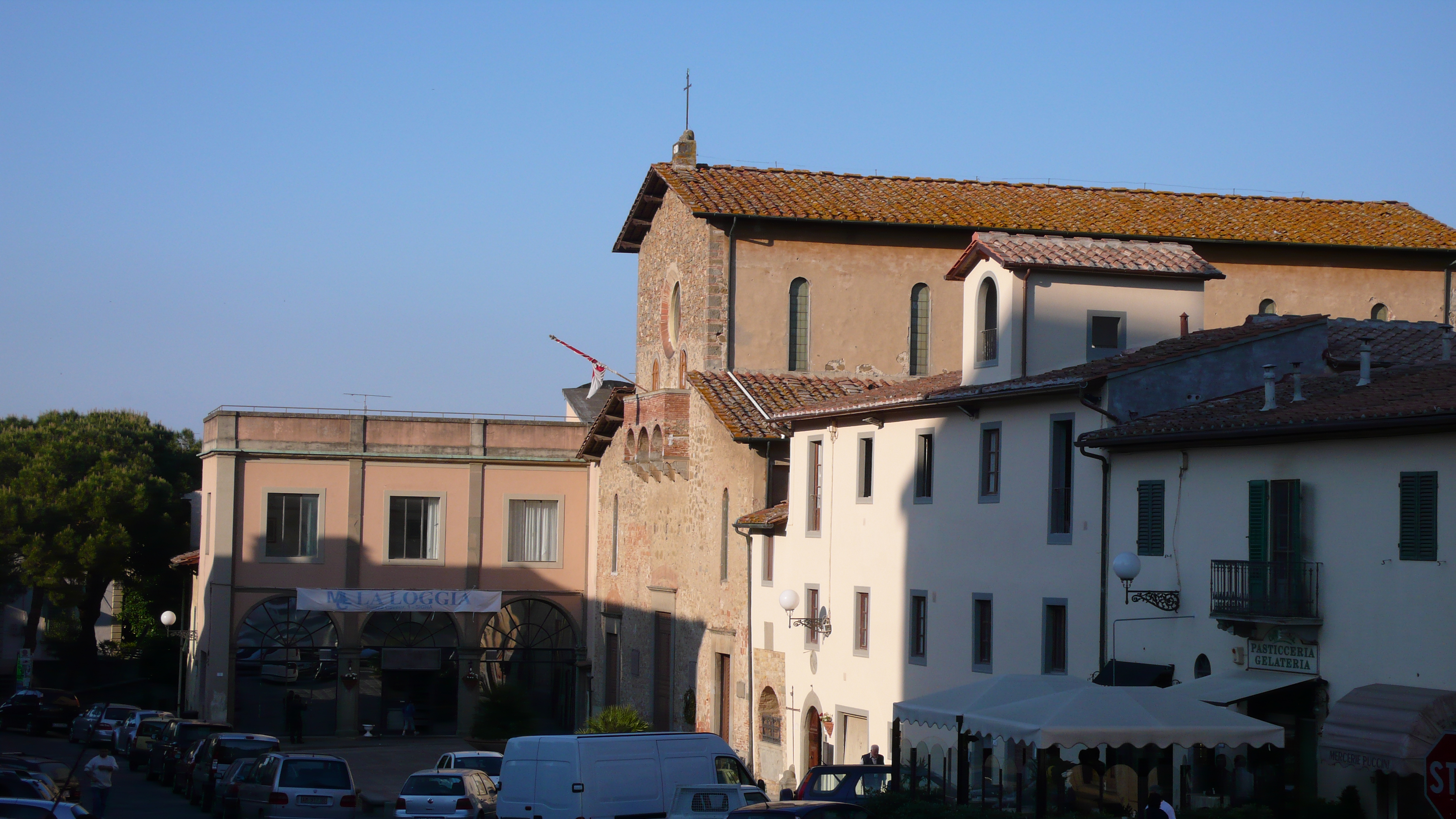
La chiesa di San Giovanni e piazza Cavour
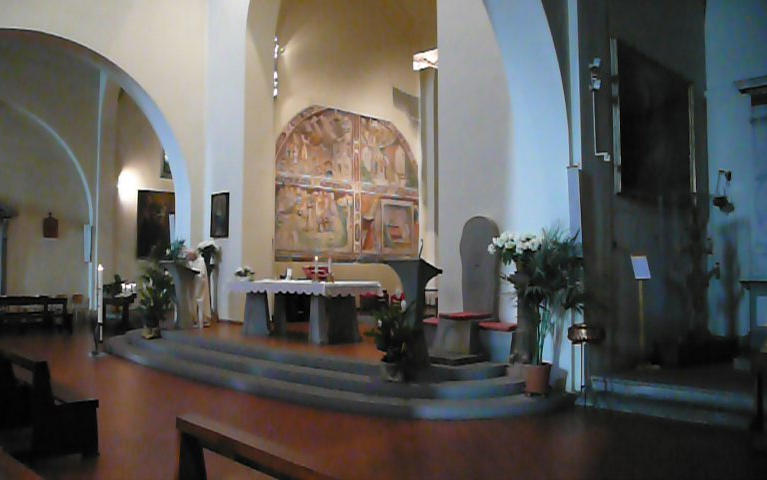
Interno della chiesa ove sono conservati gli affreschi dedicati alla beata Giovanna